# Vrede van Donchery
De Vrede van Donchery was een verdrag van 5 mei 1492 dat een einde maakte aan de oorlog tussen de pro-Bourgondische prinsbisschop Jan van Horne en het Fransgezinde Huis van der Mark.

## Geschiedenis
Het prinsbisdom Luik was in de 15e eeuw de speelbal van een bloedige machtsstrijd tussen de Franse koningen en de Bourgondische hertogen. De vijandelijkheden werden door de Bourgondische Successieoorlog in 1477 hervat en culmineerden toen Willem I van der Mark in 1482 prinsbisschop Lodewijk van Bourbon vermoordde en zijn eigen zoon Jan tot bisschop liet verkiezen. Het gevluchte deel van het kapittel koos in Leuven echter een tegenkandidaat, Jan van Horne, die zich met de steun van keizer Frederik III en paus Sixtus IV kon doorzetten, al zag hij zich gedwongen meer in Maastricht dan in Luik te verblijven. 
Na de dood van koning Lodewijk XI van Frankrijk leek de burgeroorlog ten einde te komen door het Verdrag van Tongeren van 21 mei 1484, maar Jan van Horne wenste zijn machtige onderdaan uit te schakelen en slaagde er in 1585 in Willem van der Mark te vangen en te onthoofden. Diens broers Robrecht en Everard zetten de strijd verder. Ze kregen de steun van Rooms-koning Maximiliaan I, terwijl de Van Hornes koning Karel VIII van Frankrijk achter zich hadden. Zeven jaar lang was het Land van Luik uitgeleverd aan deze verwoestende vete. Na een nederlaag tegen Albrecht van Saksen was de positie van de Van der Marks voldoende aangetast om vrede mogelijk te maken.
Onder Franse auspiciën werden in maart 1492 in Donchery onderhandelingen gehouden tussen de twee facties. Ze werden nog diezelfde maand bekroond met succes. De staten van Luik, op 25 april 1492 bijeengeroepen in Maastricht, bekrachtigden het resultaat op 5 mei. In de vrede was voorzien dat de drie standen van Luik vijftigduizend Rijnse gulden zouden betalen aan het Huis van der Mark, in acht jaarlijkse schijven. Voorts werd een algemene amnestie afgekondigd en een scheidsgerecht ingesteld. Jan van Horne mocht als prinsbisschop terugkeren naar Luik. Bijzonder is voorts de passage waarin de partijen zich ertoe verbonden "in goede vrede en neutraliteit" te leven, onder de garantie van de beide koningen. Dit wordt gezien als het begin van de Luikse neutraliteit, waarvan in 1477 al vluchtig sprake was geweest.
In juli 1492 kon Jan van Horne zijn intrede maken in Luik. Alles werd in het werk gesteld opdat de Franse en Bourgondische vorsten de neutraliteit zouden onderschrijven. Koning Karel VIII deed dat in een oorkonde van 8 juli en Rooms-koning Maxilimiliaan volgde op 8 augustus, als regent van zijn zoon Filips de Schone, in vrijwel dezelfde bewoordingen. Voorts werd de Luikse neutraliteit op 23 mei 1493 erkend in de Vrede van Senlis.

## Uitgaven
- Analecta Leodiensia, seu collectio documentorum quorumdam ad res Ludovicii Borbonii et Joannis Hornaei temporibus gestas spectantrium in: Documents relatifs aux troubles du pays de Liége sous les princes-évêques Louis de Bourbon et Jean de Horne, 1455-1505, ed. P.F.X. de Ram, 1844, p. 852-861
- Recueil des ordonnances de la principauté de Liège. Première série, 974-1506, vol. 1, ed. Stanislas Bormans, 1878, p. 771-775